# پارک پروازی وایکامب
پارک پروازی وایکامب (به انگلیسی: Wycombe Air Park) یک فرودگاه همگانی است که یک باند فرود آسفالت دارد و طول باند آن ۷۳۵ متر است. این فرودگاه در کشور انگلستان قرار دارد و در ارتفاع ۱۵۸ متری از سطح دریا واقع شده است.